# خاندان اچیزن ماتسودایرا

مون خاندان

خاندان اچیزن ماتسودایرا (به ژاپنی: 越前松平家 えちぜんまつだいらけ) یکی از خاندان‌های ژاپنی شاخه ای از خاندان ماتسودایرا بود که از ولایت اچیزن منشأ می‌گرفت. همچنین به عنوان خاندان اچیزن نیز شناخته می‌شود. گاهی به کل خاندانی اشاره می‌کند که بنیانگذار آن یوکی هیده‌یاسو، پسر دوم توکوگاوا ایه‌یاسو بود، و گاهی تنها به خاندان فوکویی ماتسودایرا (قلمرو فوکویی) بر اساس موقعیت قلمرو آن اشاره می‌کند.